# Agranulocito

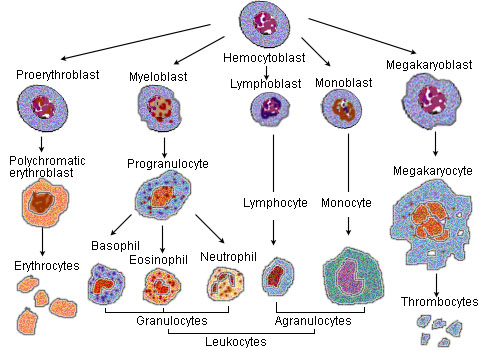
Linaje de las células sanguíneas

Monocito, en un microscopio de luz (40x), rodeado de glóbulos rojos.

Los agranulocitos o leucocitos mononucleares son células sanguíneas, parte de los glóbulos blancos (leucocitos) que carecen de gránulos específicos. Son mononucleares y tienen el núcleo más grande que los granulocitos. Tanto los granulocitos como los agranulocitos poseen gránulos inespecíficos (azurófilos) que hoy en día se sabe que son lisosomas.
Los agranulocitos se dividen en dos grupos:
- Monocitos: en los tejidos se convierten en macrófagos, Célula de Kupffer
- Linfocitos: divididos en linfocitos T y linfocitos B.